# Chouioia
Chouioia is een geslacht van vliesvleugeligen uit de familie Eulophidae. De wetenschappelijke naam van dit geslacht is voor het eerst geldig gepubliceerd in 1989 door Yang.

## Soorten
Het geslacht Chouioia is monotypisch en omvat slechts de volgende soort:
- Chouioia cunea Yang, 1989